# På kanten
|  | Denne artikel er oprettet af botten Steenthbot ud fra en ekstern database. Den kan derfor have sproglige fejl eller mangler. Denne skabelon kan fjernes efter kontrol af indholdet. |

På kanten er en dansk børnefilm fra 2019 instrueret af Rasmus Sandager.

## Handling
Christian er på den årlige sommertur i Sverige med sin far og hans nye papbror, men alt er ikke, som det plejer. Den nye pap-lillebror Jonas tager al faderens tid, og Christian ser sig nødsagt til at gøre noget drastisk.

## Medvirkende
- Jasper Møller Friis
- Tommy Nordfalk
- Benjamin Ahnstrøm Sharifzadeh